# Regen (film)
Regen is een korte documentaire uit 1929 van de Nederlandse filmregisseur en filmmaker Joris Ivens. De film, die Ivens samen met Mannus Franken maakte, is een typisch voorbeeld van een stadssymfonie, zoals die in de jaren twintig werden gemaakt door onder andere Walter Ruttmann (Berlin – Die Sinfonie der Großstadt, 1927) en Dziga Vertov (De man met de camera, 1929).
Regen bestaat uit een reeks zwart-witbeelden zonder geluid waarin, vanuit wisselende perspectieven, een voorbijtrekkende regenbui in Amsterdam wordt getoond: van de eerste druppels in de grachten tot een gordijn van neerkletterend water waarin voorbijgangers zich met een paraplu staande proberen te houden.
Het kostte Ivens bijna twee jaar om voldoende regenbuien te schieten waarmee hij de film kon monteren. De poëzie van de beelden en de beeldcompositie waren daarbij belangrijker dan het verhaal.
Oorspronkelijk was Regen een stomme film, maar in 1932 kwam er ook een geluidsversie met muziek van schrijver en componist Albert Helman. In 1941 maakte Hanns Eisler, levenslange vriend en huiscomponist van Bertolt Brecht, een speciaal voor de film geschreven compositie.
Regen wordt beschouwd als een avant-garde klassieker en is om die reden toegevoegd aan de Canon van de Nederlandse film.